# Stojanów (Basse-Silésie)
Pour les articles homonymes, voir Stojanów.
Stojanów est une localité polonaise de la gmina de Pieńsk, située dans le powiat de Zgorzelec en voïvodie de Basse-Silésie.

## Histoire
De 1816 à 1945, Nieder Penzighammer fait partie de l'arrondissement de Görlitz dans le district de Liegnitz au sein de la province de Silésie.